# 哈立德·賈瓦德
哈立德·賈瓦德（阿拉伯语：خالد جواد，1954年—1972年9月6日），代號薩拉（Salah），是一名巴勒斯坦激進分子，也是在1972年慕尼黑奧運會期間入侵慕尼黑奧運村以色列宿舍的八名黑色九月恐怖分子之一，在最初的入侵行動中殺害以色列摔跤教練摩西·溫伯格和舉重選手約瑟夫·羅曼之後，挾持了九名以色列奧運代表團成員。有人認為賈瓦德戴著滑雪面罩，這張照片成為這場暴行的標誌。

## 早年生活
賈瓦德出生於1954年。他在黎巴嫩的沙提拉難民營長大，與幾位游擊隊成員一起成長，甚至與其中一些人在同一足球隊踢球，被形容為「足球狂」。他曾與哥哥法魯德（Farud）一起在西德住了兩年，但因為「他不能融入」而被送回國。他後來被招募參加慕尼黑行動。

## 慕尼黑慘案
被選中參加慕尼黑行動後，賈瓦德接受了訓練。他告訴哥哥，他「要去敘利亞踢足球」。然而，在他回來之後，他的家人發現他的背上有像是背著背包的痕跡。當被問到他去了哪裡時，賈瓦德堅持告訴家人他去踢足球了，但指示他們不要「告訴任何人」。幾個星期後，也就是1972年夏季奧運會開始前一個月，賈瓦德和其他被選中的恐怖分子成員飛往利比亞的黎波里，進行為期一個月的進階訓練。
當恐怖分子帶著以色列運動員人質搭乘兩架直升機的其中一架抵達菲斯滕費爾德布魯克空軍基地時，他們與部署在機場周圍的五名德國警察狙擊手交火。在戰鬥中，賈瓦德從直升機後方衝過漆黑的機場，不知不覺間直奔一名德國狙擊手所在的花園。狙擊手從五公尺外開了幾槍，打中賈瓦德的臉部，在他倒下時又開了三槍。然而賈瓦德並未當場喪命；該名狙擊手報稱聽到該名恐怖份子「幾次呻吟和喘息」，而在槍戰開始階段曾在俯臥的狙擊手旁邊尋找掩護的直升機飛行員古納爾·埃貝爾（Gunnar Ebel）則報稱聽到賈瓦德在喪命時發出「咕嚕咕嚕」的聲音。

## 後續
賈瓦德的家人是在當地報紙刊登了一張照片，顯示他的屍體被子彈穿臉後，才知道他的死訊。
賈瓦德和他的四位同胞的遺體被移交給利比亞，在的黎波里烈士廣場舉行了三萬人的遊行後，他們被埋葬在西迪·穆奈代斯公墓。